# 雨润镇
雨润镇，是中华人民共和国青海省海东市乐都区下辖的一个乡镇级行政单位。

## 行政区划
雨润镇下辖以下地区：
雨润社区、汉庄村、上杏园村、下杏园村、羊圈村、大地湾村、迭尔沟村、红坡村、刘家村、深沟村和荒滩村。